# Mestna avtobusna linija št. 12 (Ljubljana)
Mestna avtobusna linija številka 12 BEŽIGRAD–VEVČE je bila ena izmed 33 avtobusnih linij javnega mestnega prometa v Ljubljani. Potekala je v smeri zahod - vzhod in s tem povezovala Bežigrad in Kolodvor z Novimi Jaršami, Hrastjem, Sneberjami, Zadobrovo, Poljem in Vevčami. S svojo traso se je izognila strogemu centru mesta, zato linija ni bila preobremenjena.

## Zgodovina
Vevče so bile z avtobusno progo prvič povezane že leta 1928. Tedaj je zasebni prevoznik Žužek dobil koncesijo za progo, ki je potekala od današnjega Prešernovega trga (tedaj Marijin trg). Že leto kasneje sta koncesijo prevzela prevoznika Pečnikar in Magister.
Po koncu druge svetovne vojne se je zaradi velikega števila novogradenj pokazala potreba po povezavi vzhodnih predmestnih naselij s središčem mesta z rednimi avtobusnimi progami.  
Prva trasa primestne proge št. 12 Kolodvor – Vevče je bila speljana po Njegoševi in Zaloški cesti do končnega postajališča na Vevčah (do Polja je obratovala po isti trasi kot progi 10 in 11).
Ko je proga št. 12 prišla pod okrilje mestnega prometa, so leta 1974 najprej korenito spremenili njen potek trase. S Kolodvora so jo 29. novembra podaljšali za Bežigrad in jo speljali po trasi, po kateri vozi še danes (Bežigrad – Vevče). Tedaj so avtobusno povezavo dobila naselja na severovzhodnem delu mesta (Sneberje, Trbeže in Hrastje). Progo so konec leta 1982 ponovno skrajšali do Kolodvora, leta 1984 pa so jo ponovno podaljšali za Bežigrad. 
Zaradi gradnje vzhodne ljubljanske obvoznice in novih spremljevalnih cest je bilo leta 1998 opuščeno postajališče Šentjakobski most. Jeseni leta 2009 so končno postajališče Bežigrad zaradi novo načrtovanega parka Navje s stare Linhartove ceste prestavili na Železno cesto, traso linije pa so speljali po Vilharjevi cesti.
Na pobudo prebivalcev in Četrtnih skupnosti Polje in Jarše so potek linije št. 12 13. oktobra 2016 spremenili v naselju Sneberje. V smeri Bežigrad tako avtobusi vozijo od križišča Zadobrovške in Sneberske po Sneberski cesti, cesti Trbeže do Šmartinske, v smeri Vevč pa po Šmartinski, Sneberski do križišča z Zadobrovško. Linija št. 12 tako sedaj poteka skozi strnjeno naselje, kjer so uredili novo postajališče Trbeže.
Linija je bila 1. oktobra 2024 ukinjena, zaradi podaljšanja trase linija 24 iz Vevč do postaje CENTER STOŽICE P+R po polovični trasi linije 12.

## Trasa
- smer BEŽIGRAD – VEVČE: Železna cesta - Linhartova cesta - Dunajska cesta - Trg OF - Masarykova cesta - Šmartinska cesta - Sneberska cesta - Zadobrovška cesta - Zaloška cesta - Cesta 30. avgusta - Papirniški trg.
- smer VEVČE – BEŽIGRAD: Papirniški trg - Cesta 30. avgusta - Zaloška cesta - Zadobrovška cesta - Sneberska cesta - Trbeže - Šmartinska cesta - Masarykova cesta - Trg OF - Dunajska cesta - Vilharjeva cesta - Železna cesta.

## Režim obratovanja
Linija je obratovala vse dni v letu, tj. ob delavnikih, sobotah, nedeljah in praznikih. Zaradi manjšega števila potnikov na njej so bili intervali med avtobusi večji in so na delu trase med Bežigradom in Hrastjem usklajeni z linijo št. 12D. Najpogosteje so vozili ob delavniških prometnih konicah.